# Lois fondamentales du royaume d'Espagne
Constitution de 1931 (Seconde République) Constitution de 1978
On appelle Lois fondamentales du royaume d'Espagne l'ensemble de huit lois qui organisaient les pouvoirs de l'État sous le régime du général Franco. Il s'agit en fait plus d'une charte octroyée que d'une constitution car les lois n'ont été ni élaborées ni approuvées par les représentants du peuple.

## Liste des huit lois
- La charte du travail (Fuero del Trabajo) de 1938. Elle a été influencée par la Carta del Lavoro italienne. Elle réglemente la vie professionnelle et économique. Elle fixe des limites à la journée de travail et instaure des rémunérations minimales mais ces avancées étaient soumises à l'intérêt de la nation.
- La loi constitutive des Cortes (Ley Constitutiva de las Cortes) de 1942. Elle a été élaborée dans la perspective de la victoire alliée. Les Cortes sont conçues comme un instrument de collaboration et d'auto-limitation afin de préparer et d'élaborer les lois.
- La charte des Espagnols (Fuero de los Españoles) de 1945 fixe les droits et devoirs des Espagnols. Il s'agit d'une tentative d'envoyer un message de démocratisation à la Conférence de Potsdam.
- La loi du référendum national (Ley del Referéndum Nacional) de 1945 met en place l'usage du référendum pour les questions importantes. La loi de succession du chef de l'État rend le référendum obligatoire pour modifier les Lois Fondamentales.
- La loi de succession du chef de l'État (Ley de Sucesión en la Jefatura del Estado) de 1947 réglemente la succession. L'Espagne est définie comme un royaume. Franco reste chef de l'État à vie. Le Conseil du Royaume et le Conseil de Régence sont créés.
- La loi des principes du Mouvement national (Ley de Principios del Movimiento Nacional) de 1958 met en place les principes directeurs de l'organisation judiciaire du franquisme.
- La loi organique de l’État de 1967 énumère les objectifs de l'État, fixe les pouvoirs du chef de l'État et proclame sa responsabilité politique.
- La loi pour la réforme politique (Ley para la Reforma Política) de 1976 (qui fut adoptée par référendum 1976, obtenant ainsi le statut de loi fondamentale) met en place les conditions minimales pour pouvoir élire des Cortes au suffrage universel et leur permet de procéder à la réforme constitutionnelle des Lois Fondamentales. Cette loi a été l'instrument qui a permis de mettre en place la transition démocratique espagnole. La Loi pour la Réforme Politique fut soumise à référendum le 15 décembre 1976 et a obtenu le soutien majoritaire des électeurs ayant pris part au vote. Ainsi, au lieu de rompre avec la structure de l'État, les mécanismes légaux en vigueur ont été utilisés pour modifier le système, posant ainsi les bases de la création d'une démocratie.

## Sources
- (es) Cet article est partiellement ou en totalité issu de l’article de Wikipédia en espagnol intitulé « Leyes Fundamentales del Reino » (voir la liste des auteurs).